# Manninger János
Manninger János (Magyaróvár, 1901. szeptember 12. – Budapest, 1946. április 2.) fényképész, filmrendező.

## Életpályája
Szülei: Manninger János (1869-1923) és Szilágyi Mária (1880-1960) voltak. Iskoláit szülővárosában végezte, A gimnázium első két évét 1911 és 1913 között a piaristáknál, a II. osztályból azonban tanév közben kimaradt.
Eleinte a Hunnia Filmgyár fényképésze volt. Ezután sokáig Berlinben dolgozott. Ott készítette 1928-ban első kisfilmjét, Beinliche Angelegenheit címmel, amelyben kizárólag lábak és kezek fotografálásával érzékeltette egy nap eseményeit. A filmet maga írta, rendezte és fényképezte. Londonban újságíró volt. 
1944-ben visszaköltözött Magyarországra, és saját pénzéből elkészítette a Kétszer kettő című avantgárd filmet, amelyet a nyilasok betiltottak, majd a hatalomváltás után azért nem mutattak be, mert egyik szereplőjét, Szilassy Lászlót háborús bűnökkel vádolták. Ezért a film egyes jeleneteit újraforgatta, de az nem lett sikeres. Ez Manningert annyira megviselte, hogy öngyilkosságot követett el.

## Filmjei

### Fényképészként
- Egy lány elindul (1937)
- Semmelweis (1939)
- Zúgnak a szirénák (1939)
- Garszonlakás kiadó (1940)
- Földindulás (1940)
- Jöjjön elsején! (1940)
- Gül Baba (1940)
- Mária két éjszakája (1940)
- Hazafelé (1940)
- Igen vagy nem? (1940)
- Hazajáró lélek (1940)
- Tóparti látomás (1940)
- Elnémult harangok (1940)
- Végre! (1941)
- Lángok (1941)
- Szűts Mara házassága (1941)
- Néma kolostor (1941)
- Egy tál lencse (1941)
- Zenélő majom (1943)

### Forgatókönyvíróként
- Fény és árnyék (1943)
- Kétszer kettő (1944) (rendező is)